# Miss Europe 1949

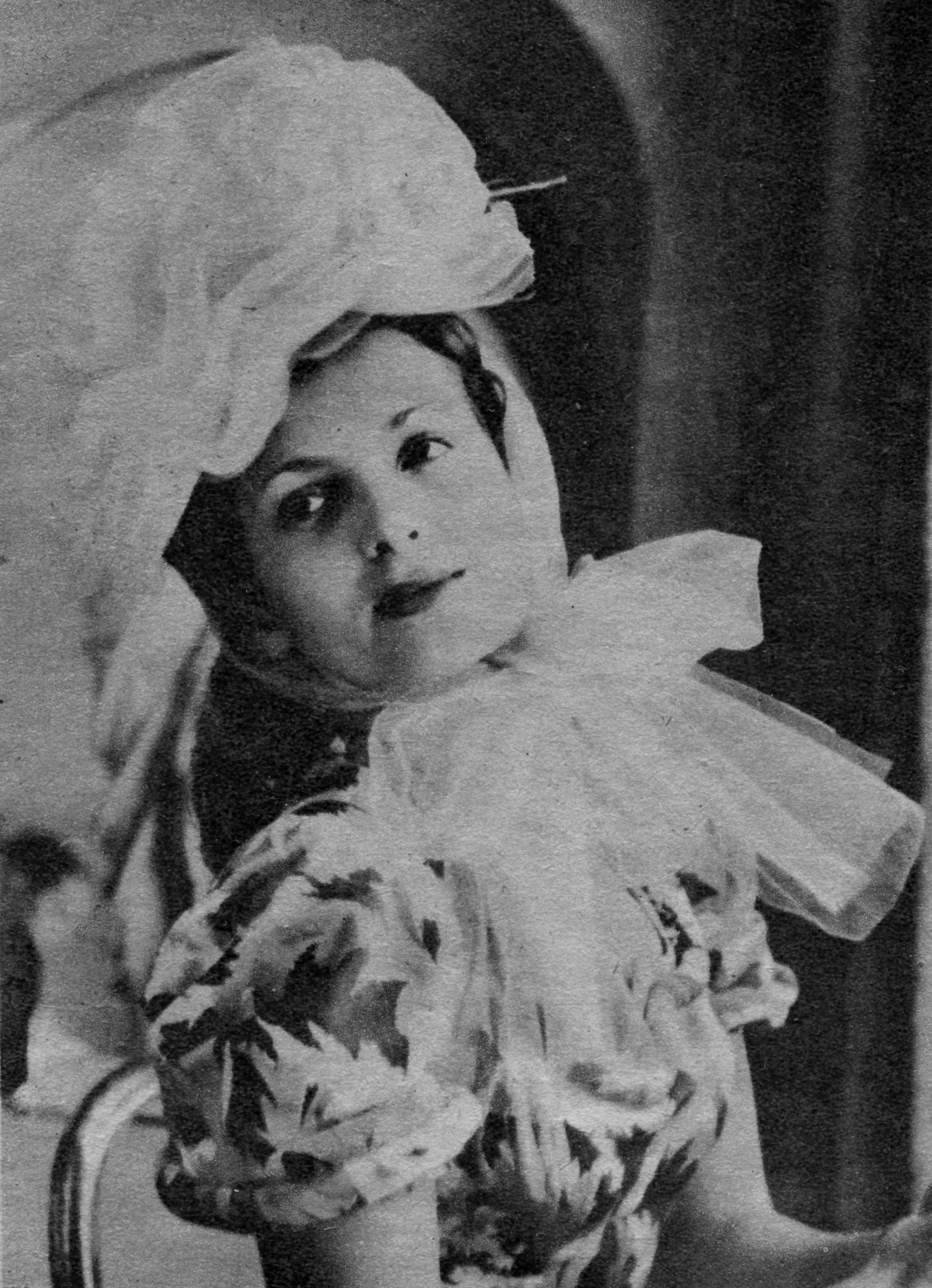
Juliette Figueras, Miss France und Miss Europe 1949

Der Wettbewerb um die Miss Europe 1949 war der zweite, den die Mondial Events Organisation (MEO) durchführte. Diese war von den Franzosen Roger Zeiler und Claude Berr ins Leben gerufen worden, hatte ihren Sitz in Paris und organisierte den Wettbewerb bis 2002.
Die Kandidatinnen waren in ihren Herkunftsländern von nationalen Organisationskomitees ausgewählt worden, die mit der MEO Lizenzverträge abgeschlossen hatten.
Die Veranstaltung fand am 17. September 1949 in Palermo  auf Sizilien statt. Es gab 11 Teilnehmerinnen.
| Land                     | Schreibweise bei Pageantopolis | Schreibweise in der Heimatsprache |
| ------------------------ | ------------------------------ | --------------------------------- |
| Platzierungen            |                                |                                   |
| 1. Frankreich            | Juliette Figueras              | Juliette Figueras                 |
| 2. Italien               | Anna Maria Visconti            |                                   |
| 3. Dänemark              | Elinor Wedel Hansen            |                                   |
| Weitere Teilnehmerinnen  |                                |                                   |
| Belgien                  | Andrèa Bouillon                | Andréa Bouillon                   |
| Finnland                 | Terttu Nyman                   | Terttu Nyman                      |
| Großbritannien           | Elaine Pryce                   | Elaine Pryce                      |
| Holland                  | Mary Jochemsen                 | Mary Jochemse                     |
| Irland                   | Margaret Lalor                 |                                   |
| Österreich               | Maria Nadja Tiller             | Nadja Tiller                      |
| Schweden                 | Kerstin Ringberg               | Kerstin Ringberg                  |
| Schweiz                  | Noëlle Stern                   |                                   |
| Kandidatur zurückgezogen |                                |                                   |
| Dominions A              | June Mitchell                  |                                   |
| Deutschland B            | Irmgard Stroessinger           | Irmgard Stroessinger              |